# Gaëtan Germain
Pour les articles homonymes, voir Germain.

a Compétitions nationales et continentales officielles uniquement.

Dernière mise à jour le 1 juillet 2025.
Gaëtan Germain, né le 2 juillet 1990 à Romans-sur-Isère, est un joueur français de rugby à XV évoluant au poste d'arrière.

## Biographie

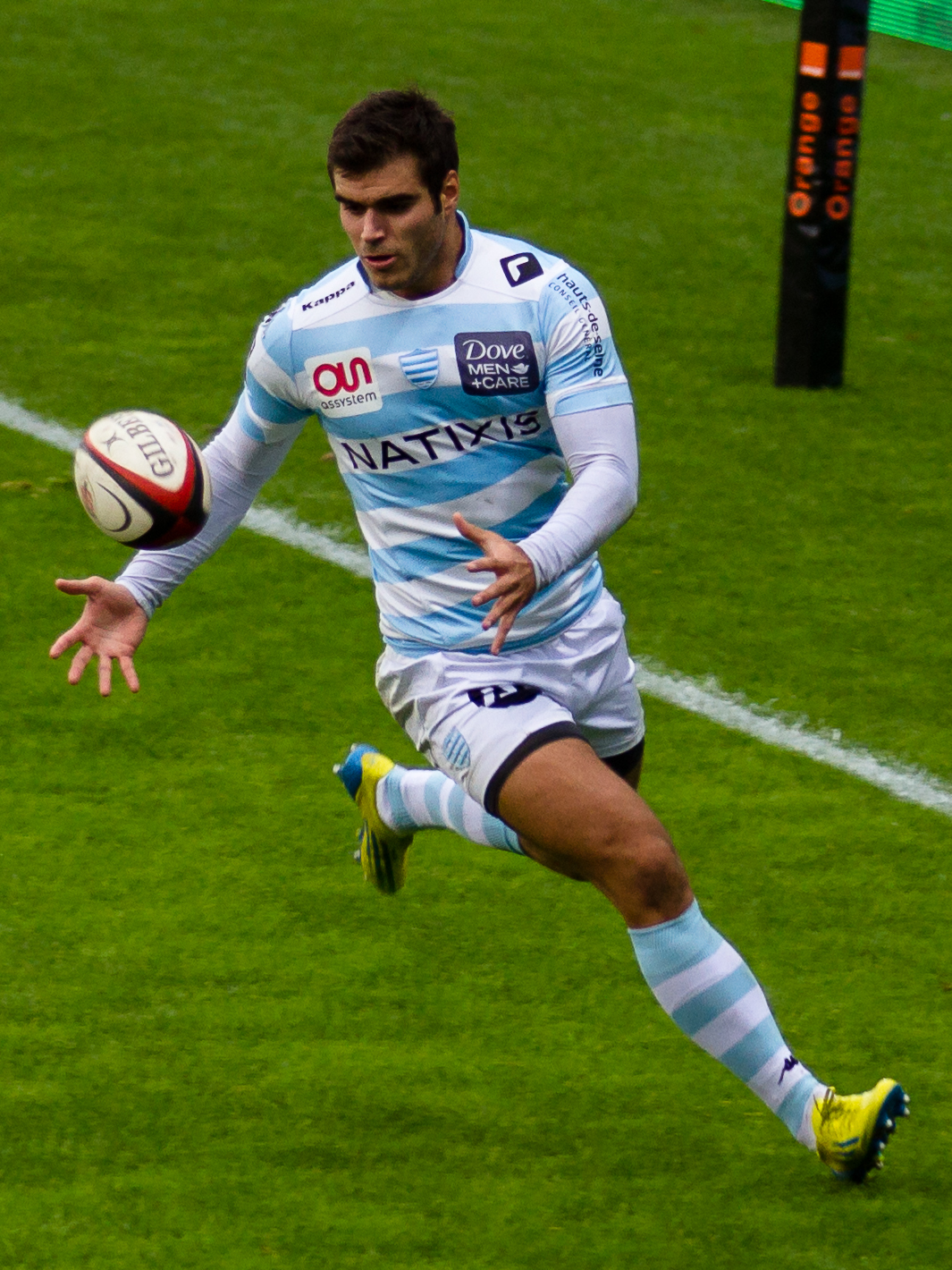
Gaëtan Germain avec le Racing Métro 92 en 2012.

Né à Romans-sur-Isère où se trouve son premier club, l'US Romans Péage, il a joué 4 ans au CS Bourgoin-Jallieu en junior et espoir. Il évolue au poste d'ailier droit et a été sélectionné en équipe de France à 7 en 2009. Joueur de l'équipe espoir, il joue son premier match en professionnel en 2011 contre l'USA Perpignan.
De 2011 à 2013, il joue au Racing Métro 92. Entre 2013 et 2018, il joue au CA Brive en tant qu'arrière. Dans la saison 2013-2014, Gaëtan finit meilleur buteur du Top 14 avec 299 points.
En juin 2015, il est sélectionné dans l'équipe des Barbarians français pour participer à la tournée en Argentine et affronter les Pumas.
Le CA Brive relégué en Pro D2 à la fin de la saison 2017-2018, Germain décide de rejoindre le FC Grenoble, qui remonte en élite. Il y signe un contrat de deux ans.
Il rejoint en 2020 l'Aviron bayonnais avec qui il remporte le championnat de France de Pro D2 en 2022.
À la fin de la saison 2024-2025, il annonce mettre un terme à sa carrière professionnelle. 

## Palmarès

### En club

#### Avec le FC Grenoble
- Barrage d'accession au Top 14 :
  - Finaliste (1) : 2019

#### Avec l'Aviron bayonnais
- Championnat de France de Pro D2 :
  - Champion (1) : 2022

- Distinction personnelle :
  - Meilleur réalisateur du Top 14 en 2014 avec 299 pts, en 2016 avec 319 pts et en 2017 avec 324 pts avec le CA Brive